# Guillaume Cumps
Guillaume Cumps (Brussel, 29 april 1919 - Anderlecht, 29 januari 2011), ook 'Willy' genaamd, was een Belgisch volksvertegenwoordiger en dienstdoende burgemeester.

## Levensloop
Hij was de voorzitter van de Compagnie Intercommunale Bruxelloise des Eaux.
Cumps was voor de PSB kandidaat-gemeenteraadslid in Anderlecht bij de verkiezingen van 1946. In 1952 werd hij verkozen. Van 1957 tot 1983 was hij schepen van sociale zaken, met tijdens de jaren 1972 tot 1979 een waarnemend burgemeesterschap, terwijl burgemeester Henri Simonet deel uitmaakte van de regering en daarop ook Europees commissaris was. In 1983 nam Cumps ontslag als gemeenteraadslid van Anderlecht en werd hij van 1983 tot 1989 voorzitter van het Openbaar Centrum voor Maatschappelijk Welzijn van zijn gemeente.
Ook zetelde hij van 1974 tot 1977 voor het arrondissement Brussel in de Kamer van volksvertegenwoordigers.

## Familie
De familie Cumps is nauw verbonden met de gemeente Anderlecht.
Zijn eerste echtgenote, Suzanne Lalemand (overleden in 2002) was lid van de Commissie van Openbare Onderstand in Anderlecht en was van 1977 tot 1989 schepen van onderwijs van de gemeente. Daarnaast was ze EEG-ambtenaar.
Hun zoon, Marc Cumps, werd kabinetschef van Henri Simonet en nadien secretaris van het OCMW van Anderlecht. Zijn zoon Fabrice Cumps werd in 2000 verkozen tot gemeenteraadslid in Anderlecht en was PS-fractieleider in de oppositie. Sinds de verkiezingen van 2006 was hij schepen van financies van Anderlecht. In 2020 werd hij burgemeester.